# Maripol (styliste)
Ne pas confondre avec la chanteuse Maripol
Maripol est une styliste et photographe franco américaine, née en 1954 à Rabat.

## Biographie

### Carrière de styliste
Marie-Paule Subie, connue sous le pseudonyme de Maripol naît à Rabat  et grandit en France. Elle étudie les beaux-arts à Nantes, puis s'installe aux États-Unis en 1976 avec son compagnon, le photographe et réalisateur Edo Bertoglio. Assistante de Jean-Paul Goude, qui travaille sur son livre Jungle Fever, elle est recrutée par la marque de vêtements Fiorucci (en) en tant que directrice artistique. Elle conçoit une ligne de bijoux, portés notamment par les chanteuses Grace Jones et Madonna. La styliste ouvre Maripolitan, sa propre galerie/ boutique. Située à Manhattan sur Bleecker Street, elle fait faillite en 1986 en plein succès, le monde entier copie ses modèles. À New York, elle fréquente des artistes, notamment le peintre Andy Warhol, le cinéaste Amos Poe et Eric Mitchell et le graffeur Fab Five Freddy. Durant les années 1980, la styliste façonne le look  de Madonna,,. Elle conçoit notamment des bracelets en caoutchouc, portés par cette dernière à l'époque de Lucky Star, souvent copiés et vendus dans le monde entier. Dans les années 2010, Maripol collabore avec le créateur de mode Marc Jacobs et réalise des tee-shirts et des bijoux « bon marché » pour sa ligne Marc by Marc Jacobs.

### Autres activités
Maripol coproduit le film Downtown 81 d'Edo Bertoglio, sorti en 2001, dans lequel apparaît notamment le peintre Jean-Michel Basquiat,. En 2005, la styliste publie Maripolarama, un livre de photographies. Ses instantanés, pris entre 1976 et 1992, représentant des célébrités new-yorkaises, dont Keith Haring et Debbie Harry. Ses œuvres polaroids sont montrées au sein de l'exposition itinérante Who Shot Rock & Roll. L'année suivante, elle publie Maripol: Little Red Riding Hood, qui comprend des photos et des croquis. En 2014, elle publie Maripola X, un ouvrage de photographies issues de sa collection personnelle. Tiré à 600 exemplaires, il comprend également des poèmes et un CD 2-titres. En 2013, elle écrit et réalise la série documentaire Keith Haring: The Message, diffusée sur Arte Creative, plateforme web de la chaîne Arte. En 2014 elle publie à nouveau 4 chansons sur l'EP "Love each other" enregistré avec Léonard Lasry. Ensemble ils signent la chanson "Words I want to hear" pour le film "Enchanted Wonderland" qu'elle réalise pour la maison Valentino. En 2017, à la demande de la créatrice Maria Grazia Chuiri nommée à la direction de chez DIOR, Maripol réalise polaroids et vidéos pour plusieurs collections parmi lesquelles le Jardin Japonais au printemps 2017 ou encore la collection Automne 2021.

## Ouvrages
- (en) Maripol : Little Red Riding Hood (en collaboration avec Marc Jacobs), Damiani, 2010, 240 p. (ISBN 978-88-6208-136-8)
- (en) Maripolarama : Polaroids, PowerHouse Books, 2005, 128 p. (ISBN 978-1-57687-272-7)